# Cantó de Sent Ginièis d'Òlt
El cantó de Sent Ginièis d'Òlt és un cantó francès del departament de l'Avairon, situat al districte de Rodez. Té sis municipis i el cap cantonal és Sent Ginièis d'Òlt.

## Municipis
- Aurèla e Verlac
- Pèiraficha d'Òlt
- Pomairòls
- Pradas d'Aubrac
- Senta Aulària
- Sent Ginièis d'Òlt

## Història
| Data d'elecció                           | Identitat         | Partit        | Qualitat |
| ---------------------------------------- | ----------------- | ------------- | -------- |
| 1988-1994                                | Jean Miquel       | Divers droite |          |
| 1994-                                    | Jean-Claude Luche | UMP           |          |
| les dades anteriors no són pas conegudes |                   |               |          |
|                                          |                   |               |          |

## Demografia
| 1962  | 1968  | 1975  | 1982  | 1990  | 1999  | 2006  |
| ----- | ----- | ----- | ----- | ----- | ----- | ----- |
| 3.865 | 4.257 | 3.893 | 3.609 | 3.402 | 3.204 | 3.338 |